# Vega de Tera (kommunhuvudort)
Vega de Tera är en kommunhuvudort i Spanien.   Den ligger i provinsen Provincia de Zamora och regionen Kastilien och Leon, i den nordvästra delen av landet, 270 km nordväst om huvudstaden Madrid. Vega de Tera ligger 759 meter över havet och antalet invånare är 457.
Terrängen runt Vega de Tera är huvudsakligen platt, men söderut är den kuperad. Runt Vega de Tera är det glesbefolkat, med 11 invånare per kvadratkilometer. Närmaste större samhälle är Santibáñez de Vidriales, 12,4 km nordost om Vega de Tera. 